# Javier Navarro Rodríguez (futbolista)
Javier Navarro Rodríguez (Barcelona, 1 de enero de 1997) es un futbolista español. Juega como centrocampista y su equipo es el F. C. Vaduz de la Challenge League.

## Trayectoria
Se formó en la cantera del R. C. D. Espanyol, donde estuvo hasta cadetes. De ahí pasó a la U. E. Cornellà, el Vila Olímpica y el Málaga C. F., antes de iniciar su carrera en las filas del C. E. Europa.
En 2017 se marchó al Cádiz C. F. para jugar con su filial, con el que logró el ascenso a Segunda División B en la temporada 2018-19. En agosto de 2019 renovó con el club gaditano hasta 2022 días después de haber debutado, y marcado, con el primer equipo ante la S. D. Ponferradina.
A mitad de temporada se marchó cedido a la propia S. D. Ponferradina y el curso siguiente recaló en el Albacete Balompié. La cesión en este último se canceló cinco meses antes de lo previsto.
En julio de 2021 dejó el Cádiz C. F. y al mes siguiente firmó con el Atlético Sanluqueño C. F. para competir en la Primera División RFEF. De cara a la campaña 2022-23 se marchó al San Fernando C. D., equipo que abandonó a los seis meses.
El 5 de enero de 2023 firmó por el F. C. Schaffhausen hasta junio de 2024. Unos meses antes dejó el club para jugar en el F. C. Wil, donde completó la temporada antes de continuar su carrera en el F. C. Vaduz. En su primer año ayudó a este equipo a ganar la Copa de Liechtenstein, marcando un gol en la final, y se convirtió en el primer futbolista español que conseguía el título.

## Estadísticas
Actualizado al último partido disputado el 20 de mayo de 2025.
| Club                               | Div.          | Temporada     | Liga  | Liga  | Copas nacionales | Copas nacionales | Copas internacionales | Copas internacionales | Total | Total |
| Club                               | Div.          | Temporada     | Part. | Goles | Part.            | Goles            | Part.                 | Goles                 | Part. | Goles |
| ---------------------------------- | ------------- | ------------- | ----- | ----- | ---------------- | ---------------- | --------------------- | --------------------- | ----- | ----- |
| C. E. Europa · España              | 3.ª           | 2016-17       | 10    | 2     | —                | —                | —                     | —                     | 10    | 2     |
| C. E. Europa · España              | 3.ª           | 2017-18       | 11    | 7     | —                | —                | —                     | —                     | 11    | 7     |
| C. E. Europa · España              | Total club    | Total club    | 21    | 9     | 0                | 0                | 0                     | 0                     | 21    | 9     |
| Cádiz C. F. "B" · España           | 3.ª           | 2017-18       | 14    | 1     | —                | —                | —                     | —                     | 14    | 1     |
| Cádiz C. F. "B" · España           | 3.ª           | 2018-19       | 37    | 5     | —                | —                | —                     | —                     | 37    | 5     |
| Cádiz C. F. "B" · España           | 2.ª B         | 2019-20       | 9     | 2     | —                | —                | —                     | —                     | 9     | 2     |
| Cádiz C. F. · España               | 2.ª           | 2019-20       | 8     | 1     | 2                | 0                | —                     | —                     | 10    | 1     |
| Cádiz C. F. · España               | Total club    | Total club    | 8     | 1     | 2                | 0                | 0                     | 0                     | 10    | 1     |
| S. D. Ponferradina · España        | 2.ª           | 2019-20       | 14    | 0     | —                | —                | —                     | —                     | 14    | 0     |
| S. D. Ponferradina · España        | Total club    | Total club    | 14    | 0     | 0                | 0                | 0                     | 0                     | 14    | 0     |
| Albacete Balompié · España         | 2.ª           | 2020-21       | 3     | 0     | 0                | 0                | —                     | —                     | 3     | 0     |
| Albacete Balompié · España         | Total club    | Total club    | 3     | 0     | 0                | 0                | 0                     | 0                     | 3     | 0     |
| Cádiz C. F. "B" · España           | 2.ª B         | 2020-21       | 1     | 0     | —                | —                | —                     | —                     | 1     | 0     |
| Cádiz C. F. "B" · España           | Total club    | Total club    | 61    | 8     | 0                | 0                | 0                     | 0                     | 61    | 8     |
| Atlético Sanluqueño C. F. · España | 1.ª F         | 2021-22       | 32    | 3     | 1                | 0                | —                     | —                     | 33    | 3     |
| Atlético Sanluqueño C. F. · España | Total club    | Total club    | 32    | 3     | 1                | 0                | 0                     | 0                     | 33    | 3     |
| San Fernando C. D. · España        | 1.ª F         | 2022-23       | 14    | 0     | —                | —                | —                     | —                     | 14    | 0     |
| San Fernando C. D. · España        | Total club    | Total club    | 14    | 0     | 0                | 0                | 0                     | 0                     | 14    | 0     |
| F. C. Schaffhausen Suiza           | 2.ª           | 2022-23       | 9     | 5     | —                | —                | —                     | —                     | 9     | 5     |
| F. C. Schaffhausen Suiza           | 2.ª           | 2023-24       | 10    | 1     | 2                | 1                | —                     | —                     | 12    | 2     |
| F. C. Schaffhausen Suiza           | Total club    | Total club    | 19    | 6     | 2                | 1                | 0                     | 0                     | 21    | 7     |
| F. C. Wil Suiza                    | 2.ª           | 2023-24       | 16    | 1     | —                | —                | —                     | —                     | 16    | 1     |
| F. C. Wil Suiza                    | Total club    | Total club    | 16    | 1     | 0                | 0                | 0                     | 0                     | 16    | 1     |
| F. C. Vaduz Suiza                  | 2.ª           | 2024-25       | 30    | 1     | 4                | 3                | 2                     | 0                     | 36    | 4     |
| F. C. Vaduz Suiza                  | Total club    | Total club    | 30    | 1     | 4                | 3                | 2                     | 0                     | 36    | 4     |
| Total carrera                      | Total carrera | Total carrera | 218   | 29    | 9                | 4                | 2                     | 0                     | 229   | 33    |
| 1. 2.                              |               |               |       |       |                  |                  |                       |                       |       |       |

## Palmarés

### Campeonatos nacionales
| Título                   | Club            | País          | Año     |
| ------------------------ | --------------- | ------------- | ------- |
| Tercera División Grupo X | Cádiz C. F. "B" | España        | 2017-18 |
| Copa de Liechtenstein    | F. C. Vaduz     | Liechtenstein | 2024-25 |